# Michel Gandoger
Jean Michel Gandoger (Arnas, 10 de Maio de 1850 — Arnas, 4 de Outubro de 1926), mais conhecido por Michel Gandoger, foi um médico, botânico e micologista francês.. Foi também sacerdote católico, razão pela qual é frequentemente referido por Abade Gandoger.

## Biografia
Michel Gandoger foi filho de um rico proprietário de vinhedos da região do Beaujolais. Estudou medicina, tendo aprendido oito línguas.
Aos 26 anos de idade fez-se presbítero, optando pelo sacerdócio em vez da medicina.
Consagrou toda a sua vida ao estudo da Botânica, especializando-se no género Rosa. Usando conceitos taxonómicos pouco consensuais, publicou centenas de novas espécies, a maioria das quais actualmente consideradas como inválidas.
Desde muito jovem que coleccionou um herbário, o qual foi enriquecendo durante toda a sua vida, colectando plantas e adquirindo herbários de outros colectores.
Dedicou-se à exploração botânica da bacia do Mediterrâneo, colectando espécimes em Creta, Espanha, Portugal e Argélia.
Com excepcão de apenas alguns exemplares, o seu herbário é mantido na Faculdade de Ciências de Lyon (Université Lyon I).
O abade Jean Baptiste Charbonnel publicou uma notícia necrológica de Michel Gandoger no Bulletin de la Société botanique de France (1927, tomo 74, 3-11), que inclui uma lista das suas numeorsas publicações.

## Publicações
- Flore lyonnaise et des départements du sud-est, comprenant l'analyse des plantes spontanées et des plantes cultivées comme industrielles ou ornementales. Paris, Lyon (Lecoffre fils et Cie). [I]-VII, [I]-LIV, [1]-322. (1875)
- Revue du genre Polygonum. Paris, F. Savy : [1]-66. (1882)
- Flora europaea (1883-1891, 27 volumes)
- Herborisations dans les Pyrénées. Paris, F. Savy, Londres, R. Quaritch, Berlin, Friedland : 74 pp. (1884)
- Monographie mondiale des Crucifères (3 volumes. 25 000 espécies)